# 조순환
조순환(曺淳煥, 1934년 2월 6일~2005년 8월 13일)은 대한민국의 정치인이다. 제14대 국회의원을 지냈다.

## 학력
- 진주 중, 고 졸업
- 서울대 정치학과 학사
- 미국 컬럼비아 대학교 신문대학원 언론학 석사 수학

## 경력
- 한국일보 미국ㆍ월남 특파원, 논설위원
- 관훈클럽 총무
- 통일국민당 대변인
- 신민당 정책위 의장
- IPU대표, 외무통일위원
- 환경특별위원, 예결위원, 내무위원

## 역대 선거 결과
|  | 20.02% |

|  | 33.61% |

|  | 15.25% |